# Linda Olssonová
Linda Olssonová (* 1948 Stockholm) je švédská spisovatelka, která žije v Aucklandu na Novém Zélandu. Už její první román se stal bestsellerem. Píše v angličtině i švédštině.

## Životopis a dílo
Olssonová se narodila ve Stockholmu v roce 1948 v dělnické rodině. Po absolvování práva na univerzitě ve Stockholmu působila v oblasti práva, bankovnictví a financí, vdala se a porodila tři syny. V roce 1986 rodina opustila Švédsko s plánem přijmout místo v Keni, ale odcestovala do Singapuru, Británie a Japonska a v roce 1990 se nakonec s rodinou usadila na Novém Zélandu. Ve studiích pokračovala na University of Wellington, kde vystudovala anglickou a německou literaturu.
Olssonová nejprve chodila na kurz kreativního psaní v Londýně, který ji povzbudil k psaní povídek. V roce 2003 vyhrála prestižní povídkovou soutěž pořádanou novozélandskými víkendovými novinami Sunday Star Times. Je absolventkou magisterského programu tvůrčího psaní na univerzitě v Aucklandu, kde studovala u Witiho Ihimaery.
V roce 2005 debutovala s románem Let Me Sing You Gentle Songs (později přetištěným jako Astrid a Veronika), který vyšel ve 25 zemích a ve Švédsku se stal bestsellerem. Mezinárodně byly publikovány i její další romány: Sonáta pro Miriam (2009), Dobro v tobě (2011), The Blackbird Sings at Dusk (2016) a Sister in My House. V roce 2019 Linda Olssonová vydala knihu Hamilton Beach.
Pod pseudonymem Adam Serafis publikovala roku 2015 thriller Something Is Rotten s tématem mezinárodního masného průmyslu; napsala ho spolu s novozélandským autorem Thomasem Sainsburym.

## Knihy v češtině
- 2008 – Astrid a Veronika (Let Me Sing You Gentle Songs, později Astrid and Veronika)[11]
- 2016 – Sonáta pro Miriam (Sonata for Miriam)[12]
- 2018 – Dobro v tobě (The Kindness of Your Nature)[13]